# Partito di Azione e Solidarietà
Il Partito di Azione e Solidarietà (in romeno: Partidul Acțiune și Solidaritate, abbreviato in PAS) è un partito politico moldavo.
Di orientamento liberale, è su posizioni europeiste e partecipa, come osservatore, alla famiglia politica del Partito Popolare Europeo. Dalla fondazione, nel 2016, ha preso parte alle elezioni presidenziali di quello stesso anno e del 2020 e a quelle parlamentari del 2019 e 2021. La sua prima leader, Maia Sandu, è stata primo ministro da giugno a novembre 2019 e dal 2020 è capo di stato.

## Risultati elettorali
| Elezione           | Candidato  | Voti primo turno | % primo turno | Voti secondo turno | % secondo turno | Esito         |
| ------------------ | ---------- | ---------------- | ------------- | ------------------ | --------------- | ------------- |
| Presidenziali 2016 | Maia Sandu | 549.152          | 38,71         | 766.593            | 47,89           | ❌ Non eletta |
| Presidenziali 2020 | Maia Sandu | 487.635          | 36,16         | 943.486            | 57,75           | ✔️ Eletta     |
| Presidenziali 2024 | Maia Sandu | 656.852          | 42,49         | 929.964            | 55,33           | ✔️ Eletta     |

| Elezione          | Voti             | %     | Seggi    |
| ----------------- | ---------------- | ----- | -------- |
| Parlamentari 2019 | Nella lista ACUM | 26,84 | 15 / 101 |
| Parlamentari 2021 | 774.753          | 52,80 | 63 / 101 |

## Capi del partito
- Maia Sandu (15 maggio 2016 - 10 dicembre 2020)
- Igor Grosu (15 maggio 2022 - in carica)